# إدي غالاغير
إدي غالاغير (بالإنجليزية: Eddie Gallagher)‏ (21 نوفمبر 1964 بغلاسكو في المملكة المتحدة - ) هو لاعب كرة قدم بريطاني في مركز الهجوم. لعب مع دونفرملين أثلتيك ونادي بارتيك ثيسل ونادي دندي ونادي سانت ميرين وهاميلتون أكاديميكال وDouble Flower FA ‏.